# زعتر متصالب
الزعتر المتصالب (باللاتينية: Thymus decussatus) نوع نباتي ينتمي إلى جنس الزعتر من الفصيلة الشفوية.[إخفاق التحقق]

## الموئل والانتشار
موطنه بلاد الشام وسيناء.

## مرادفات للاسم العلمي
- (باللاتينية: Origanum decussatus (Benth.) Kuntze)
- (باللاتينية: Thymus quadrangulus Ehrh. ex Boiss.)